# Rue Galande
Rue Galande är en gata i Paris 5:e arrondissement. Den öppnades 1202 och är uppkallad efter en inhägnad vingård med namnet Galande.
Rue Galande börjar vid Rue des Anglais 2 och slutar vid Rue Saint-Jacques 1. Bland sevärdheterna återfinns kyrkan Saint-Julien-le-Pauvre samt resterna efter kyrkan Saint-Blaise-Saint-Louis.

## Bilder

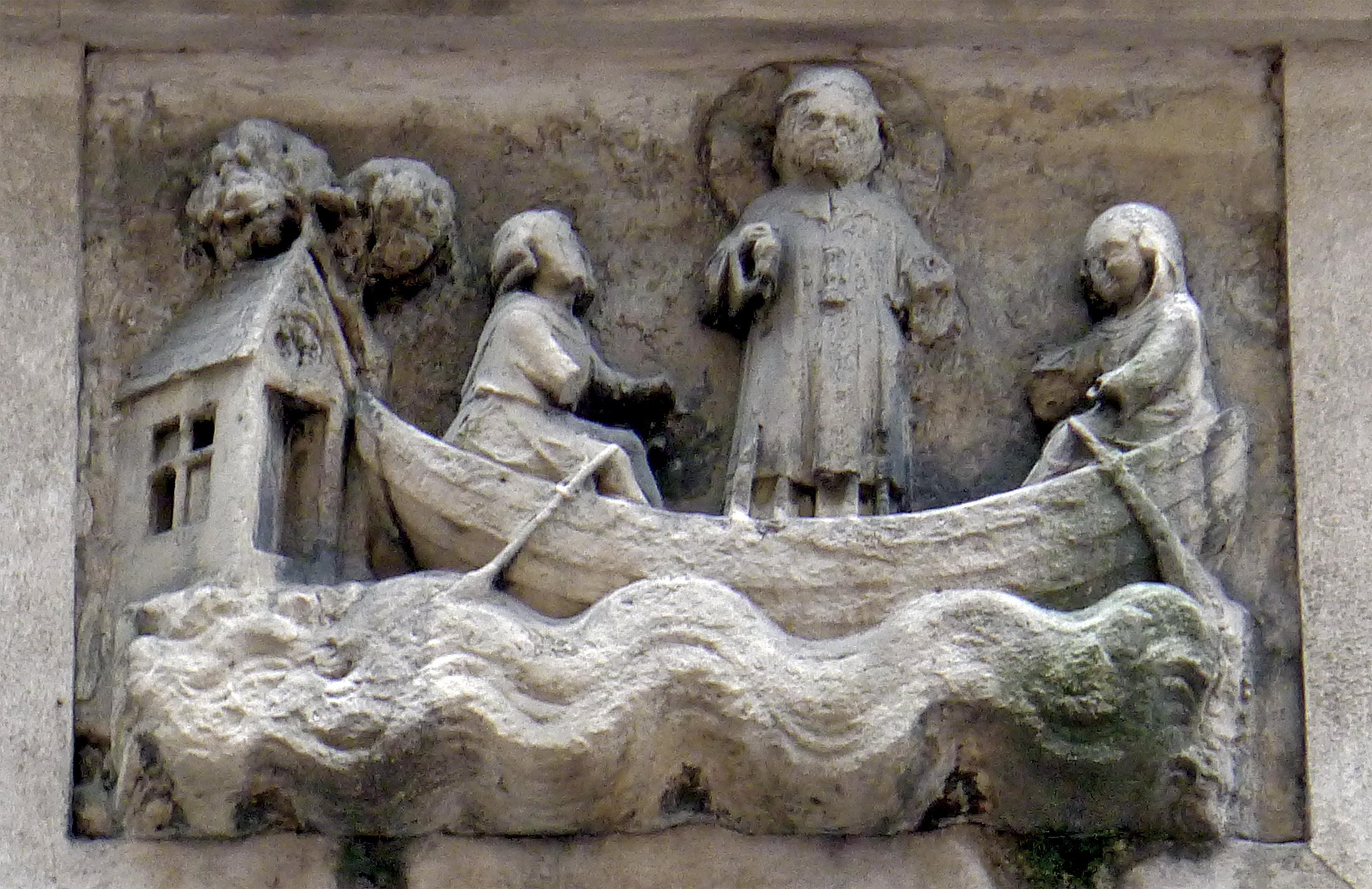
Lågrelief vid Rue Galande 42 som visar en episod ur legenden om den helige Julian den fattige.